# I. A třída Jihomoravského kraje
6. liga Jihomoravského kraje tvoří společně s ostatními prvními A třídami šestou nejvyšší fotbalovou soutěž v České republice. Je řízena Jihomoravským krajským fotbalovým svazem a rozdělena na skupiny A a B. Hraje se každý rok od léta do jara se zimní přestávkou, účastní se jí v obou skupinách 14 týmů z Jihomoravského kraje, každý s každým hraje jednou na domácím hřišti a jednou na hřišti soupeře. Celkem se tedy hraje 26 kol. Vítězem se stává tým s nejvyšším počtem bodů v tabulce a postupuje do 5. ligy Jihomoravského kraje. Poslední dva týmy sestupují do 7. ligy Jihomoravského kraje – skupiny A/B/C. Do I. A třídy Jihomoravského kraje vždy postupuje vítěz I. B třídy – skupiny A/B/C.
- skupina A – hrají zde týmy z okresů Blansko, Brno-město, Brno-venkov (západ), Znojmo, Břeclav (západ)
- skupina B – hrají zde týmy z okresů Brno-venkov (východ), Vyškov, Hodonín, Břeclav (východ)

## Vítězové
Zdroje: 1991/92, 1992/93, 1993 – 1995, 1995/96 sk. A, 1995/96 sk. B, 1996/97 sk. A, 1997/98 sk. A, 1996 – 1998 sk. B, 1998/99, 1999/00 sk. A, 1999/00 sk. B, 2000/01 sk. A, 2000/01 sk. B, 2001/02, 2002/03 – 2010/11, 2004/05 – 2014/15, 2015/16 –

### Vítězové I. A třída – skupiny A
}

### Vítězové I. A třída – skupiny B
| Ročník  | Vítězný tým                          |
| ------- | ------------------------------------ |
| 1991/92 | TJ Lipovec                           |
| 1992/93 | SK Bystřice nad Pernštejnem          |
| 1993/94 | FC Pálava Mikulov                    |
| 1994/95 | SK Tuřany                            |
| 1995/96 | TJ Slovan Břeclav                    |
| 1996/97 | FC Hustopeče                         |
| 1997/98 | TJ MKZ Rájec-Jestřebí                |
| 1998/99 | TJ Radešínská Svratka                |
| 1999/00 | FK Best Kunštát                      |
| 2000/01 | FC Vysočina Jihlava „B“              |
| 2001/02 | TJ Minerva Boskovice                 |
| 2002/03 | TJ Cukrovar Hrušovany nad Jevišovkou |
| 2003/04 | FC Slovan Rosice                     |
| 2004/05 | FC Miroslav                          |
| 2005/06 | FC Moravský Krumlov                  |
| 2006/07 | FC Kuřim                             |
| 2007/08 | TJ Sokol Tasovice                    |
| 2008/09 | 1. SC Znojmo „B“                     |
| 2009/10 | FK Inzert Expres Znojmo              |
| 2010/11 | TJ Slavoj Podivín                    |
| 2011/12 | FK SK Bosonohy                       |
| 2012/13 | Fotbal Jevišovice                    |
| 2013/14 | SK Moravská Slavia Brno              |
| 2014/15 | FC Boskovice                         |
| 2015/16 | AFK Tišnov                           |
| 2016/17 | FC Svratka Brno                      |
| 2017/18 | TJ Start Brno                        |
| 2018/19 | SK Líšeň „B“                         |
| 2019/20 | FK Kunštát (neúplný ročník)          |
| 2020/21 | TJ Rajhradice (neúplný ročník)       |
| 2021/22 | FK Kunštát                           |
| 2022/23 | TJ Rajhradice                        |
| 2023/24 | AFK Tišnov                           |
| 2024/25 | FC Moravský Krumlov                  |

| Ročník  | Vítězný tým                            |
| ------- | -------------------------------------- |
| 1991/92 | Tatran Brno-Bohunice                   |
| 1992/93 | FC Miroslav                            |
| 1993/94 | TJ BOPO Třebíč                         |
| 1994/95 | SK Dolní Kounice                       |
| 1995/96 | SK Buwol Metal Luka nad Jihlavou       |
| 1996/97 | TJ Sokol Bedřichov                     |
| 1997/98 | FC Miroslav                            |
| 1998/99 | FC Petra Drnovice „B“                  |
| 1999/00 | TJ Sokol Hrušky                        |
| 2000/01 | SK Rostex Vyškov                       |
| 2001/02 | FC Pálava Mikulov                      |
| 2002/03 | SK Líšeň                               |
| 2003/04 | FC CVM Mokrá-Horákov                   |
| 2004/05 | FC Sparta Brno                         |
| 2005/06 | TJ Sokol Dědice                        |
| 2006/07 | TJ Kordárna Velká nad Veličkou         |
| 2007/08 | TJ Palavan Bavory                      |
| 2008/09 | FK Šardice „B“                         |
| 2009/10 | FC Vracov                              |
| 2010/11 | FK Mutěnice                            |
| 2011/12 | FK Mutěnice                            |
| 2012/13 | FK Baník Ratíškovice                   |
| 2013/14 | FK Baník Dubňany                       |
| 2014/15 | FK Baník Ratíškovice                   |
| 2015/16 | FC Bučovice                            |
| 2016/17 | FC Veselí nad Moravou                  |
| 2017/18 | SK Krumvíř                             |
| 2018/19 | FK Baník Ratíškovice                   |
| 2019/20 | MFK Vyškov „B“ (neúplný ročník)        |
| 2020/21 | FC Veselí nad Moravou (neúplný ročník) |
| 2021/22 | TJ Moravan Lednice                     |
| 2022/23 | TJ Sokol Pohořelice                    |
| 2023/24 | TJ Sokol Hroznová Lhota                |
| 2024/25 | TJ Sokol Hroznová Lhota                |

Poznámky:
- 1960/61 – 1964/65: Jihomoravský kraj
- 1965/66 – 1968/69: Jihomoravská oblast
- 1969/70 – 1971/72: Jihomoravská župa
- 1972/73 – 1990/91: Jihomoravský kraj
- 1991/92 – 2001/02: Jihomoravská župa
- 2002/03 – dosud: Jihomoravský kraj